# Sciaphyllum
- Commons
- Wikispecies

Sciaphyllum Bremek., segundo o Sistema APG II, é um gênero botânico da família Acanthaceae

## Espécie
- Sciaphyllum amoenum